# Habenaria panchganiensis
Habenaria panchganiensis là một loài thực vật có hoa trong họ Lan. Loài này được Santapau & Kapadia mô tả khoa học đầu tiên năm 1957.